# Nhảy cầu tại Đại hội Thể thao Đông Nam Á 2023
Nhảy cầu là một trong những nội dung được tranh tài tại Đại hội Thể thao Đông Nam Á 2023 ở Campuchia, được tổ chức từ ngày 8 đến 11 tháng 5 năm 2023 tại Trung tâm Thể thao dưới nước Quốc gia Morodok Techo ở thành phố Phnôm Pênh. Đây là một trong bốn môn thể thao dưới nước tại Sea Games 32, cùng với Lặn, Bơi lội và Bóng nước.
Tại đại hội lần này, nhảy cầu sẽ có hai nội dung huy chương theo giới tính, tổng cộng có 4 bộ huy chương gồm các nội dung: đơn 3m cầu mềm và 10m cầu cứng. Mỗi nội dung sẽ có 2 bộ huy chương gồm 1 bộ huy chương cho nội dung nam và 1 bộ huy chương cho nội dung nữ.

## Địa điểm
| Phnôm Pênh                                          |
| --------------------------------------------------- |
| Trung tâm Thể thao dưới nước Quốc gia Morodok Techo |
| Sức chứa: 3.000                                     |
|                                                     |

## Lịch thi đấu
Môn nhảy cầu thi đấu từ ngày 08 đến 11 tháng 05 năm 2023, với lịch thi đấu cụ thể như sau:
| Ngày        | Thời gian | Nội dung                               |
| ----------- | --------- | -------------------------------------- |
| 08 tháng 05 | 11:00     | Bắt đầu nội dung Đơn nữ cầu mềm 3m     |
| 08 tháng 05 | 12:00     | Kết thúc nội dung Đơn nữ cầu mềm 3m    |
| 08 tháng 05 | 12:30     | Trao huy chương                        |
| 09 tháng 05 | 11:00     | Bắt đầu nội dung Đơn nam cầu mềm 3m    |
| 09 tháng 05 | 12:00     | Kết thúc nội dung Đơn nam cầu mềm 3m   |
| 09 tháng 05 | 12:30     | Trao huy chương                        |
| 10 tháng 05 | 11:00     | Bắt đầu nội dung Đơn nữ cầu cứng 10m   |
| 10 tháng 05 | 12:00     | Kết thúc nội dung Đơn nữ cầu cứng 10m  |
| 10 tháng 05 | 12:30     | Trao huy chương                        |
| 11 tháng 05 | 11:00     | Bắt đầu nội dung Đơn nam cầu cứng 10m  |
| 11 tháng 05 | 12:00     | Kết thúc nội dung Đơn nam cầu cứng 10m |
| 11 tháng 05 | 12:30     | Trao huy chương                        |

## Kết quả

### Đơn nam cầu mềm 3m
| Thứ hạng | Vận động viên                 | Tổng   | Tổng   | Tổng   | Tổng   | Tổng   | Tổng   | Tổng   |
| Thứ hạng | Vận động viên                 | Lượt 1 | Lượt 2 | Lượt 3 | Lượt 4 | Lượt 5 | Lượt 6 | Điểm   |
| -------- | ----------------------------- | ------ | ------ | ------ | ------ | ------ | ------ | ------ |
| 1        | Muhammad Syafiq Puteh (MAS)   | 67.50  | 69.75  | 56.10  | 63.00  | 69.00  | 52.50  | 377.85 |
| 2        | Gabriel Gilbert Daim (MAS)    | 55.50  | 54.00  | 69.75  | 54.00  | 60.00  | 72.00  | 365.25 |
| 3        | Avvir Pac Lun Tham (SGP)      | 63.00  | 54.00  | 65.10  | 49.50  | 54.00  | 74.80  | 360.40 |
| 4        | Chawanwat Juntaphadawon (THA) | 48.00  | 60.00  | 63.00  | 62.00  | 59.50  | 66.30  | 358.80 |
| 5        | Nguyễn Tùng Dương (VIE)       | 63.00  | 62.00  | 61.20  | 50.75  | 55.50  | 24.00  | 316.45 |
| 6        | Đinh Anh Tuấn (VIE)           | 58.50  | 58.90  | 54.40  | 48.00  | 39.00  | 43.50  | 302.30 |
| 7        | Thitiwut Phoemphun (THA)      | 40.50  | 39.60  | 35.65  | 42.00  | 33.60  | 40.50  | 231.85 |

### Đơn nam cầu cứng 10m
| Thứ hạng | Vận động viên                   | Tổng   | Tổng   | Tổng   | Tổng   | Tổng   | Tổng   | Tổng   |
| Thứ hạng | Vận động viên                   | Lượt 1 | Lượt 2 | Lượt 3 | Lượt 4 | Lượt 5 | Lượt 6 | Điểm   |
| -------- | ------------------------------- | ------ | ------ | ------ | ------ | ------ | ------ | ------ |
| 1        | Enrique Maccartney Harold (MAS) | 78.00  | 86.40  | 76.80  | 71.40  | 77.55  | 52.80  | 442.95 |
| 2        | Bertrand Rhodict (MAS)          | 73.50  | 76.80  | 54.45  | 61.05  | 51.00  | 67.20  | 384.00 |
| 3        | Shen Oon Max Lee (SGP)          | 63.00  | 54.40  | 59.40  | 61.20  | 49.60  | 75.20  | 362.80 |
| 4        | Joseph Mendoza Reynado (PHI)    | 55.50  | 54.40  | 65.60  | 66.70  | 31.50  | 36.45  | 310.15 |
| 5        | Đặng Hoàng Tú (VIE)             | 34.65  | 57.35  | 57.00  | 46.25  | 39.00  | 55.50  | 289.75 |
| 6        | Adithep Khopuechklang (THA)     | 39.20  | 37.80  | 42.00  | 44.40  | 43.50  | 50.70  | 257.60 |
| 7        | Đinh Anh Tuấn (VIE)             | 47.50  | 54.25  | 33.00  | 18.60  | 42.90  | 45.00  | 241.25 |
| 8        | Trinapas Santibut (THA)         | 26.60  | 32.00  | 52.50  | 48.00  | 39.60  | 40.50  | 239.20 |

### Đơn nữ cầu mềm 3m
| Thứ hạng | Vận động viên                        | Tổng   | Tổng   | Tổng   | Tổng   | Tổng   | Tổng   | Tổng |
| Thứ hạng | Vận động viên                        | Lượt 1 | Lượt 2 | Lượt 3 | Lượt 4 | Lượt 5 | Điểm   |      |
| -------- | ------------------------------------ | ------ | ------ | ------ | ------ | ------ | ------ | ---- |
| 1        | Kimberly Bong (MAS)                  | 51.30  | 54.00  | 64.40  | 49.00  | 57.60  | 276.30 |      |
| 2        | Gladies Lariesa Garina Haga (INA)    | 60.00  | 49.60  | 46.50  | 54.00  | 63.00  | 273.10 |      |
| 3        | Ong Ker Ying (MAS)                   | 49.20  | 51.00  | 49.50  | 40.50  | 58.50  | 248.70 |      |
| 4        | Lilli Prateep (THA)                  | 44.40  | 47.25  | 37.50  | 50.40  | 55.35  | 234.90 |      |
| 5        | Ngô Phương Mai (VIE)                 | 43.20  | 45.90  | 45.60  | 53.20  | 44.80  | 232.70 |      |
| 6        | Alycia Charlotte Lim (SGP)           | 34.80  | 48.60  | 47.60  | 46.20  | 35.70  | 212.90 |      |
| 7        | Ariana Hannah Talingting Drake (PHI) | 43.20  | 37.80  | 43.40  | 39.20  | 30.00  | 193.60 |      |
| 8        | Lu-Si Tan Minnich (CAM)              | 36.00  | 39.60  | 37.20  | 40.25  | 37.80  | 190.85 |      |
| 8        | Yanisa Promcharoen (THA)             | 25.60  | 23.75  | 30.40  | 26.40  | 1.00   | 107.15 |      |

### Đơn nữ cầu cứng 10m
| Thứ hạng | Vận động viên                     | Tổng   | Tổng   | Tổng   | Tổng   | Tổng   | Tổng   | Tổng |
| Thứ hạng | Vận động viên                     | Lượt 1 | Lượt 2 | Lượt 3 | Lượt 4 | Lượt 5 | Điểm   |      |
| -------- | --------------------------------- | ------ | ------ | ------ | ------ | ------ | ------ | ---- |
| 1        | Lee Yiat Qing (MAS)               | 43.20  | 48.45  | 37.95  | 64.40  | 59.80  | 253.80 |      |
| 2        | Bùi Thị Hồng Giang (VIE)          | 37.80  | 49.50  | 49.30  | 53.80  | 46.80  | 242.20 |      |
| 3        | Gladies Lariesa Garina Haga (INA) | 51.00  | 51.00  | 34.80  | 50.40  | 40.00  | 228.00 |      |
| 4        | Nur Elisha Rania (MAS)            | 58.80  | 48.00  | 50.75  | 26.60  | 42.90  | 227.05 |      |
| 5        | Lilli Prateep (THA)               | 49.00  | 36.00  | 52.80  | 45.00  | 42.90  | 225.70 |      |
| 6        | Ong Rei En (SGP)                  | 46.80  | 40.50  | 41.40  | 50.40  | 9.00   | 188.10 |      |
| 7        | Lu-Si Tan Minnich (CAM)           | 31.45  | 29.60  | 31.20  | 15.30  | 23.25  | 130.80 |      |

## Các huy chương
| Nội dung             | Vàng                                 | Bạc                                     | Đồng                                    |
| -------------------- | ------------------------------------ | --------------------------------------- | --------------------------------------- |
| Đơn nam cầu mềm 3m   | Muhammad Syafiq Puteh · Malaysia     | Gabriel Gilbert Daim · Malaysia         | Avvir Tham Pac Lun · Singapore          |
| Đơn nam cầu cứng 10m | Enrique Maccartney Harold · Malaysia | Bertrand Rhodict Lises · Malaysia       | Max Lee Shen Oon · Singapore            |
| Đơn nữ cầu mềm 3m    | Kimberly Bong · Malaysia             | Gladies Lariesa Garina Haga · Indonesia | Ong Ker Ying · Malaysia                 |
| Đơn nữ cầu cứng 10m  | Lee Yiat Qing · Malaysia             | Bùi Thị Hồng Giang · Việt Nam           | Gladies Lariesa Garina Haga · Indonesia |

## Bảng tổng sắp huy chương
| Hạng               | Đoàn               | Vàng | Bạc | Đồng | Tổng số |
| ------------------ | ------------------ | ---- | --- | ---- | ------- |
| 1                  | Malaysia           | 4    | 2   | 1    | 7       |
| 2                  | Indonesia          | 0    | 1   | 1    | 2       |
| 3                  | Việt Nam           | 0    | 1   | 0    | 1       |
| 4                  | Singapore          | 0    | 0   | 2    | 2       |
| Tổng số (4 đơn vị) | Tổng số (4 đơn vị) | 4    | 4   | 4    | 12      |